# ドメニコ・クリッシト
- ドメニコ・クリッシト
- ドメニコ・クリーシト

ドメニコ・クリッシト（Domenico Criscito, 1986年12月30日 - ）は、イタリア・チェルコラ出身の元サッカー選手。元イタリア代表。現役時代のポジションはディフェンダー。

## 経歴

### ユベントス
ジェノアCFCのプリマヴェーラで育ち、2003年にユヴェントスが保有権の半分を15万ユーロで買い取る形でユヴェントスのプリマヴェーラへ移籍。

#### 2006-07
2006-07シーズンから古巣のジェノアに復帰。36試合に出場して4得点をあげ、ジェノアのセリエA昇格に貢献した。

#### 2007-08
この活躍が認められ、2007年1月にユヴェントスが残りの保有権を750万ユーロで買い取り、2007-08シーズンからはユヴェントスでプレイしていたが、フィジカルの弱さや、当時のクラウディオ・ラニエリ監督のとるシステムでの不慣れなポジションにうまく適応できなかったため、2008年1月に再びジェノアへローン移籍をした。

### ジェノア
ジェノア復帰後は正確なキックとスピードをユヴェントスのプリマヴェーラでの恩師ジャン・ピエロ・ガスペリーニ監督に見込まれ、以降は左ウィングバック、左サイドバックに定着。主力としてジェノアのセリエA5位に貢献。シーズン終了後にジェノアが550万ユーロで保有権の半分をユヴェントスから買い取った。2010年6月25日、ジェノアがユヴェントスから残りの保有権を600万ユーロで買い取り、ジェノアへの完全移籍が発表された。
ゼニトへの移籍
2011年5月22日のシーズン終了後、インテルやフランスのパリ・サンジェルマンへの移籍が取りだたされた。6月27日、ロシア・プレミアリーグに所属するゼニト・サンクトペテルブルクへ5年契約で移籍をした（なお監督はイタリア人のルチアーノ・スパレッティである）。ジェノア会長エンリコ・プレツィオージは移籍金が1100万ユーロである事を明かした。ゼニトと合意する以前にはSSCナポリからオファーがあった。しかし、個人の条件面で折り合いがつかず破談に終わった。
この事について本人は「ナポリでプレーすることは、僕にとって夢のようなものだった。サン・パオロ（ナポリ本拠地）は、本当に興奮できる数少なくスタジアムの一つなんだ。（ナポリの）アウレリオ・デ・ラウレンティス会長のコメントのいくつかは気に入らなかった。彼は、ユニフォームへの忠誠心で移籍すべきだと言ったんだ。それはピッチ上で示すべきことで、彼のコメントはひどかったよ。良い関係のままだけどね。（中略）デ・ラウレンティスの金銭的オファーは、ジェノアで手にしていた金額と比べても低いものだった。金銭的なことも重要な側面だよ。合意は双方で達するものなんだ」と語った。
新天地のゼニトやロシア第2の都市サンクトペテルブルクについては「みんな美しい街だと言っているし、幸いにも監督はイタリア人だ。イタリアとは違う経験になるけど、チームは強いし、正しい刺激を感じている。始めるのが待ち遠しいし、監督に委ねていきたい」と期待を新たに語った。ilsecoloxix.itによると、ゼニトでの年俸は300万ユーロ、と報じられている。

### ゼニト・サンクトペテルブルク
2011年8月6日、ロシア・プレミアリーグ第19節の対CSKAモスクワ戦でロシアリーグデビューを果たした。この試合の後半9分に、中盤から挙げたクロスをアレクサンドル・ケルジャコフが頭であわせて得点し、リーグ戦で初のアシストを記録した。2012年3月16日、FCディナモ・モスクワとの試合でゼニト初となる得点を決めた。

### ジェノア復帰
2018年6月4日、ジェノアへの復帰が発表された。

### トロントFC
2022年6月30日、トロントFCはクリッシトの獲得を発表。11月16日、退団を発表。

### ジェノア再復帰
トロントFC退団時には引退を示唆するコメントを発表していたが、12月27日に再びジェノアに加入することが発表された。
2023年5月19日、現役引退を表明した。

### 代表
2009年8月12日に行われたスイス戦でイタリアA代表デビューを飾った。2010年FIFAワールドカップ・南アフリカ大会のメンバーにも選出され、グループリーグ3試合にスタメン出場するが、チームは最下位で大会を終えた。2011年8月4日、親善試合のスペイン代表戦にゼニト移籍後、初の代表招集を受けた。8月10日に行われたスペイン戦の前半11分にはDFの裏をつく縦パスでリッカルド・モントリーヴォのゴールをアシストした。

## 代表歴

### 出場大会
- イタリア代表
  - 2010 FIFAワールドカップ

### 試合数
- 国際Aマッチ 26試合 0得点（2009年-2018年）[11]

| イタリア代表 | 国際Aマッチ | 国際Aマッチ |
| 年           | 出場        | 得点        |
| ------------ | ----------- | ----------- |
| 2009         | 4           | 0           |
| 2010         | 8           | 0           |
| 2011         | 6           | 0           |
| 2012         | 2           | 0           |
| 2013         | 1           | 0           |
| 2014         | 1           | 0           |
| 2015         | 0           | 0           |
| 2016         | 0           | 0           |
| 2017         | 0           | 0           |
| 2018         | 4           | 0           |
| 通算         | 26          | 0           |

## タイトル

### クラブ
FCゼニト・サンクトペテルブルク
- ロシア・プレミアリーグ：2 (2011-12, 2014-15)
- ロシア・カップ：1 (2015-16)
- ロシア・スーパーカップ：2 (2015, 2016)